# Nutztier des Jahres
Das Nutztier des Jahres ist eine der jährlichen Wahlen eines Nutztieres zur Natur des Jahres des Naturschutzbundes Österreich. Die Nominierungen erfolgen nicht zwangsläufig zu Jahresbeginn. Mit der Ernennung möchte der Bund Bewusstsein für Haustierrassen schaffen und unter anderem auf Gefährdungen aufmerksam machen.

## Bisherige Nutztiere des Jahres in Österreich
| Jahr       | Name                               | Gruppe      | Abbildung                                                         |
| ---------- | ---------------------------------- | ----------- | ----------------------------------------------------------------- |
| 2015       | Tauernscheckenziege                | Hausziege   | Tauernscheckenziege, Nutztier des Jahres 2015                     |
| 2016       | Mangalica-Schwein                  | Hausschwein | Mangalica-Schwein, Nutztier des Jahres 2016                       |
| 2017, 2018 | Österreich-ungarischer weißer Esel | Hausesel    | Österreich-ungarischer weißer Esel, Nutztier des Jahres 2017,2018 |
| 2019       | Pinzgauer Ziege                    | Hausziege   | Pinzgauer Ziege, Nutztier des Jahres 2019                         |
| 2020       | Nackthalshuhn                      | Haushuhn    | Nackthalshuhn, Nutztier des Jahres 2020                           |
| 2020       | Zackelschaf                        | Hausschaf   | Zackelschaf, Nutztier des Jahres 2020                             |
| 2021       | Deutsche Pute                      | Pute        | Deutsche Pute, Nutztier des Jahres 2021                           |
| 2021       | Krainer Steinschaf                 | Hausschaf   | Krainer Steinschaf, Nutztier des Jahres 2021                      |
| 2022       | Blobe Ziege                        | Hausziege   | Blobe Ziege, Nutztier des Jahres 2022                             |
| 2022       | Pinzgauer Rind                     | Hausrind    | Pinzgauer Rind, Nutztier des Jahres 2022                          |
| 2023       | Sulmtaler Huhn                     | Haushuhn    | Sulmtaler Huhn, Nutztier des Jahres 2023                          |
| 2023       | Tiroler Grauvieh                   | Hausrind    | Tiroler Grauvieh, Nutztier des Jahres 2023                        |
| 2024       | Österreichischer Kurzhaarpinscher  | Haushund    | Österreichischer Kurzhaarpinscher, Nutztier des Jahres 2024       |
| 2024       | Kärntner Brillenschaf              | Hausschaf   | Kärntner Brillenschaf, Nutztier des Jahres 2024                   |
| 2025       | Waldschaf                          | Hausschaf   | Waldschaf, Nutztier des Jahres 2025                               |
| 2025       | Original Braunvieh                 | Hausrind    | Braunvieh, Nutztier des Jahres 2025                               |

## Ähnliche Initiativen
Seit 1984 wird von der Gesellschaft zur Erhaltung alter und gefährdeter Haustierrassen (GEH) jährlich die Gefährdete Nutztierrasse des Jahres (ursprünglich Haustier des Jahres) ausgewählt, um auf den Rückgang dieser Kulturrassen aufmerksam zu machen.
Die Vielfältigen Initiativen zur Erhaltung alter und gefährdeter Haustierrassen (VIEH) weisen auf ihrer Webseite sogenannte Nutztier-Archen aus, in denen Tiere gefährdeter Rassen gehalten und gezüchtet werden.
Die Arche Austria – Verein zur Erhaltung seltener Nutztierrassen in Österreich verfolgt ähnliche Ziele.

## Nachweise
1. ↑  Naturschutzbund Österreich: Natur des Jahres, abgerufen am 21. Dezember 2016.